# Speed Tape

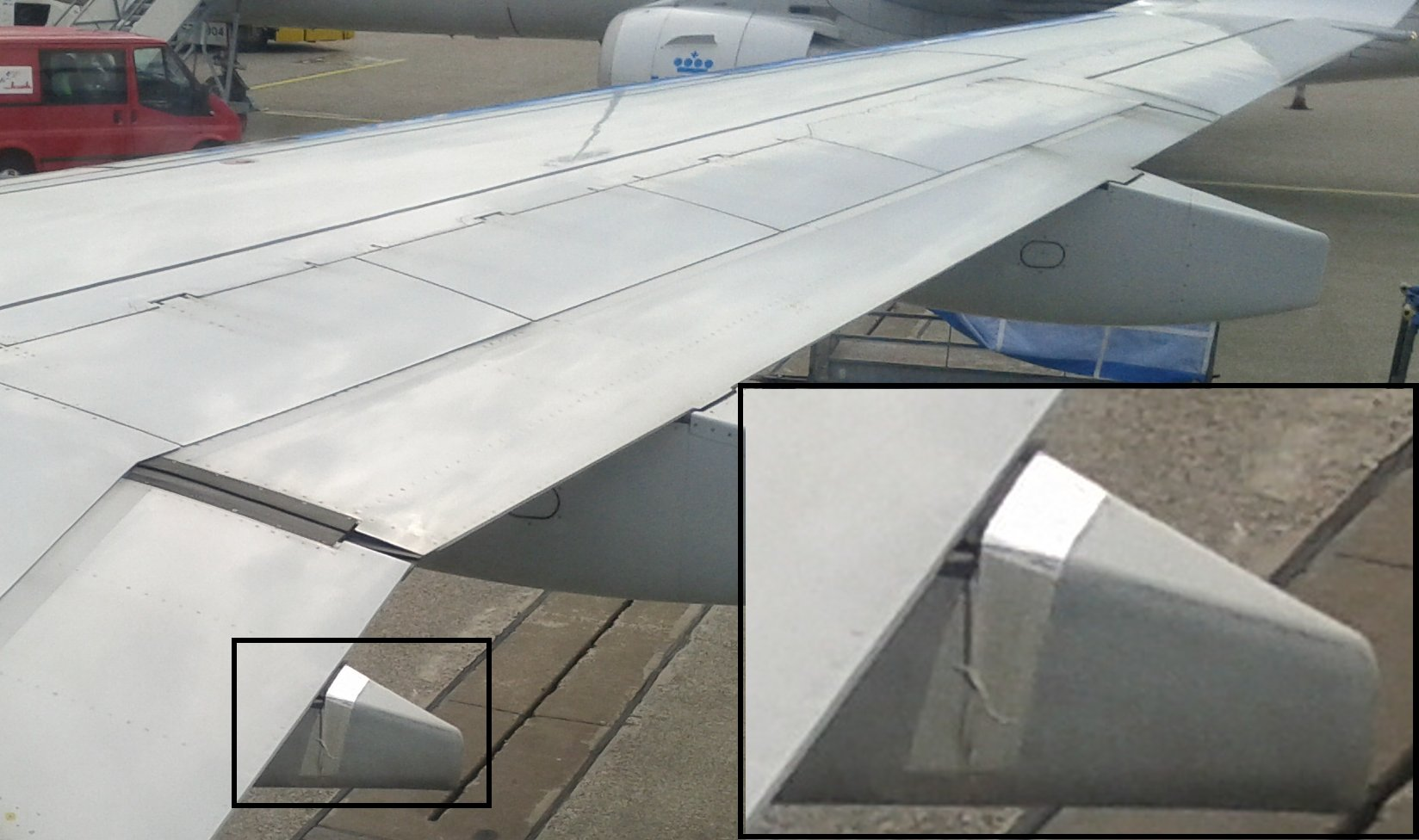
Speed Tape an einem Flugzeug gepflastert

Speed Tape bzw. High-Speed Tape ist ein metallisches Band, das in der Flugzeug- und Fahrzeugtechnik Verwendung findet. Aufgrund seiner optischen Ähnlichkeit mit Duct Tape sorgen Reparaturen an Flugzeugen bei Passagieren oft für Verwirrung und Skepsis.

## Eigenschaften
Der Verbundstoff aus Aluminium ist Wasser-, Hitze-, Flammen- und Lösungsmittel-resistent. Es reflektiert UV-Licht und Wärme. Es besitzt die Eigenschaft der Ausdehnung und Kontraktion unter sich wechselnden Temperaturen. Das Klebeband, dessen Klebstoff bei extremen Druckverhältnissen zuverlässig bleibt, heißt deswegen High-Speed Tape und Speed-Tape.

## Verwendung
In der Luftfahrzeug-Instandhaltung erfolgt eine Nutzung des Speed-Tapes ausschließlich nach Einzelfallprüfung. Die Benutzung ist einstweilig, also zeitdefiniert und zeitlimitiert und unterliegt einer Genehmigung. Speed Tape wird zur Abdichtung und Stärkung der Außenverkleidung verwendet. In der militärischen Luftfahrt kommt das Speed-Tape zum Abkleben von Einschusslöchern zum Einsatz. Auch im Automobilsport findet das Tape Verwendung.